# Guido Gambarini
Guido Gambarini (Chiuduno, 1º gennaio 1907 – Bergamo, 21 novembre 1978) è stato un musicista e compositore italiano.È considerato uno dei più importanti compositori italiani del 900' relativamente alla musica sacra.

## Biografia
Sin da giovanissimo, intraprende gli studi di pianoforte e solfeggio presso l'Istituto Musicale Gaetano Donizetti di Bergamo, dove incontra Agostino Donini, uno dei principali compositori di musica sacra del primo Novecento che gli insegna armonia principale, contrappunto, fuga, organo e composizione organistica.
Si diploma in organo con Arnaldo Galliera al Conservatorio Giuseppe Verdi di Milano, dove successivamente ottiene i diplomi di canto corale e di alta composizione. Nel 1934 viene nominato organista titolare dell'organo Serassi della Chiesa di Sant'Alessandro in Colonna in Bergamo, incarico che mantiene sino alla sua morte avvenuta nel 1978, e direttore del Coro dell'Immacolata di Bergamo, incarico che ricopre sino al 1955. La sua attività compositiva, concentratasi principalmente nel genere sacro, comprende due messe e numerosi mottetti. Nonostante l'invito a ricoprire importanti incarichi in altre città, ha sempre preferito restare a Bergamo.
La figlia Erina Gambarini ha seguito le orme del padre, suo primo maestro di pianoforte, diventando prima cantante poi direttrice di coro. Nell'anno 1989 ha fondato il Coro Canticum Novum, con obiettivo di diffondere la conoscenza delle musiche del padre. L'associazione Canticum Novum ha curato la pubblicazione di buona parte delle musiche di Guido Gambarini.

## Opere
- Magnificat in mi bemolle maggiore per coro a quattro voci miste ed organo
- Inno alla Madonna della Gamba 1934
- Ave Maria per coro a 3 voci miste ed organo
- Recordare Virgo Mater per coro miste a organo

## Premi e riconoscimenti
- Viene nominato accademico dell'Ateneo delle lettere e arti di Bergamo
- Viene insignito della onorificenza di Cavaliere dell'Ordine di San Silvestro dello Stato Pontificio
- Il Ministero della Pubblica Istruzione gli assegna la medaglia d'oro per la sua attività di docente
- Nel 2007, in occasione del centenario della nascita, vengono pubblicate quasi tutte le sue numerose composizioni di musica sacra e profana, corale e strumentale